# Yoshida Brothers
Yoshida Brothers (яп. 吉田兄弟 ёсида кё:дай, «братья Ёсида) — японские музыканты, исполняющие музыку на сямисэнах (цугару-дзямисэн). Дебютировали в 1999 году в Японии как дуэт, их новаторская манера исполнения привлекла широкую публику далеко за пределами Японии. В творчестве Ёсида смешивают традиционную манеру игры на сямисэне с техниками игры на электрогитарах.

## Участники
Рёитиро (良一郎, род. 26 июля 1977) и Кэнъити (健一, род. 16 декабря 1979) Ёсида, родились в городе Ноборибецу, губернаторство Хоккайдо. Братья начали учиться игре на сямисэнах уже в пятилетнем возрасте. Сначала они изучали стиль игры миньё-сямисэн под руководством Коки Адати, а с 1989 года изучали стиль цугару-дзямисэн у мастера Такаси Сасаки.

## Дискография

### Интернациональные альбомы
| №   | Название                                     | Японское название                        | Длительность |
| --- | -------------------------------------------- | ---------------------------------------- | ------------ |
| 1.  | «Starting On A Journey»                      | 「旅立ち」                               | 2:35         |
| 2.  | «Blooming»                                   | 「百花繚乱」                             | 3:47         |
| 3.  | «Madrugada»                                  | 「マドゥルガーダ」                       | 5:14         |
| 4.  | «Storm»                                      | 「ストーム」                             | 4:23         |
| 5.  | «A Hill With No Name»                        | 「名もなき岡」                           | 3:20         |
| 6.  | «Tsugaru Jyangara Bushi» (Kenichi Version)   | 「津軽じょんがら節（飛翔バージョン）」   | 6:16         |
| 7.  | «Labyrinth» (Modern Second Movement)         | 「ラビリンス～モダン第二章～」           | 3:04         |
| 8.  | «Sprouting»                                  | 「もゆる」                               | 7:54         |
| 9.  | «Beyond The Deep Sea»                        | 「深き海の彼方」                         | 6:09         |
| 10. | «Tsugaru Jyangara Bushi» (Ryoichiro Version) | 「津軽じょんがら節（良一郎バージョン）」 | 4:55         |
| 11. | «Storm» (T.M. Mix)                           | 「ストーム」                             | 4:49         |

#### 2004 — Yoshida Brothers II
1. Frontier
2. Gales of Wind (Hayate)
3. Mirage (Shinkiro)
4. Lullaby of Takeda
5. Kodo
6. Indigo
7. Kagero
8. Evening Calm (Yuunagi)
9. Nikata
10. Old/New-«Modern» Third Movement
11. Arigato
12. Kodo (Inside the Sun Remix)

#### 2006 — Yoshida Brothers III
1. Erghen Diado
2. Passion
3. Canon
4. Hit Song
5. Overland Blues
6. Cherry Blossoms in Winter
7. By This River
8. Morricone
9. Oh My Love
10. Tsugaru Jinku
11. My Heart Holds
12. Tsugaru Jongara Bushi

#### 2007 — Hishou
1. Prelude Hishou
2. Ibuki
3. Kodo
4. Ringo Bushi
5. Ajigasawa
6. Yasaburo
7. Panorama
8. Tsugaru Yosare
9. Time of Sand
10. Tsugaru Aiya
11. Modern
12. Dual
13. Tsugaru Jongara
14. Postlude Hishou

### Японские альбомы
- Ibuki (1999)
- Move (2000)
- Soulful (2002)
- Frontier (2003) (a.k.a. Yoshida Brothers 2005)
- Renaissance (2004)

### Видео
- Yoshida Brothers — Public Performance